# Mount Schuyler
Mount Schuyler (englisch; bulgarisch връх Скайлър wrach Skajlar) ist ein über 1435 m hoher Berg im Grahamland auf der Antarktischen Halbinsel. Vor dem nordwestlichen Ausläufer des Detroit-Plateaus ragt er 2,28 km südsüdwestlich des Sirius Knoll, 4,45 km westlich des Antonov Peak, 9,35 km westlich bis nördlich des Mount Daimler und 12,75 km nordnordwestlich des Mount Reece auf. Der Russell-West-Gletscher liegt nördlich und der Victory-Gletscher südlich von ihm.
Deutsche und britische Wissenschaftler nahmen 1996 seine Kartierung vor. Die bulgarische Kommission für Antarktische Geographische Namen benannte ihn 2010 nach dem US-amerikanischen Diplomaten Eugene Schuyler (1840–1890), der die Niederschlagung des Bulgarischen Aprilaufstands von 1876 untersucht hatte und Mitautor des Entwurfs der Abschlusserklärung zur Konferenz von Konstantinopel im selben Jahr gewesen war.